# Jacques d'Orléans
Jacques d'Orléans —  de son nom complet Jacques Jean Yaroslaw Marie d’Orléans—  né le 25 juin 1941 à Rabat, au Maroc, est un photographe et journaliste français, membre de la maison d’Orléans et qui porte le titre de courtoisie de  duc d'Orléans.

## Famille
Jacques d'Orléans est le quatrième fils et le huitième enfant d’Henri d'Orléans (1908-1999), comte de Paris et prétendant orléaniste au trône de France, et de son épouse Isabelle d'Orléans et Bragance (1911-2003),  princesse du Brésil.
Outre ses neuf autres frères et sœurs, Jacques a un frère jumeau Michel d’Orléans (1941), comte d’Évreux qui est son aîné mais qui, à la suite de son mariage, a été placé après lui dans l'ordre de succession par son père feu le comte de Paris, ordre confirmé par son frère Henri comte de Paris,.
Le 3 août 1969, Jacques d'Orléans épouse, à Ansouis, dans le Vaucluse, Gersende de Sabran-Pontevès (1942), fille de Foulques de Sabran-Pontevès (1908-1973), duc de Sabran, et de Roselyne Manca-Amat de Vallombrosa (1910-1988). Pianiste, Gersende est, par sa mère, la petite-fille d'un musicien célèbre, le comte Amédée de Vallombrosa (1880-1968). Elle descend également du maréchal Lannes par son quatrième fils, le général Gustave Olivier Lannes de Montebello.
De cette union naissent trois enfants :
- 1. Diane d'Orléans (née en 1970), qui épouse Alexis, vicomte de Noailles[7] (1952-2014), second fils de Philippe de Noailles (1922-2011), duc de Mouchy, et de Diane de Castellane (1927-2010), petite-fille de Boniface de Castellane (1867-1932). D'où trois filles : 
  1. Céline de Noailles de Mouchy de Poix (née en 2005)
  2. Léontine de Noailles de Mouchy de Poix (née en 2006)
  3. Victoire de Noailles de Mouchy de Poix (née en 2008) ;
- 2. Charles-Louis d'Orléans (né en 1972), duc de Chartres  (30 septembre 1996), qui épouse Ileana Mános (1970), arrière-petite-fille de Konstantínos Mános et petite-nièce de la princesse Aspasía de Grèce (1896-1972), épouse du roi Alexandre Ier de Grèce (1893-1920). D'où 5 enfants : 
  1. Philippe d'Orléans (né en 1998)
  2. Louise d'Orléans (née en 1999)
  3. Hélène d'Orléans (née en 2001)
  4. Constantin d'Orléans (né en 2003)
  5. Isabelle d'Orléans (née en 2005) ;
- 3. Foulques d'Orléans (né en 1974), comte d’Eu (20 octobre 1982) et duc d'Aumale (30 septembre 1996).

## Biographie

### Enfance et adolescence
Le 25 juin 1941 Jacques et Michel d’Orléans voient le jour à l'hôpital Lyautey à Rabat, au Maroc français, alors que leur père est encore interdit de séjour en métropole par la Loi d'exil de 1886. Ondoyés le jour de leur naissance, les jumeaux sont baptisés le 27 juillet 1941 dans la cathédrale Saint-Pierre de Rabat par l'évêque Louis-Amédée Lefèvre, alors père franciscain. Jacques est le filleul des paysans de France.
Après cinq années dans le protectorat, ils partent, en juillet 1946, au Portugal, où ils s’installent, avec le reste de leur famille, à la Quinta do Anjinho, à Sintra. Terrorisés par leur père, ceux que leurs partisans appellent les « Enfants de France » n’en sont pas moins turbulents et, parfois même, violents. Un jour, Jacques casse ainsi accidentellement le bras de sa sœur Diane en se jetant volontairement d'une échelle.
Consterné et dépassé par l’attitude de sa progéniture, le « comte de Paris » finit par éloigner plusieurs de ses enfants du foyer familial. De septembre 1952 à juillet 1956, Michel et Jacques sont ainsi envoyés dans des pensionnats français, d’où ils finissent toujours par être renvoyés, avant d’être séparés à la rentrée scolaire 1954 puis confiés ensemble à un précepteur particulier en 1956. Cependant, les enfants finissent par revenir au Portugal lorsqu’est ouvert le lycée français Charles-Lepierre de Lisbonne, à la rentrée 1956. C’est donc dans ce pays que les jumeaux d’Orléans passent leur baccalauréat, en 1960. Mais alors que Michel obtient son diplôme du premier coup, son frère Jacques est recalé, ce qui ne manque pas de lui valoir les foudres du « comte de Paris ». En représailles, le jeune homme se voit alors interdire de continuer de pratiquer l'équitation, sa passion, et de se diriger vers une carrière de cavalier.
De ces années, Jacques d’Orléans conçoit une haine farouche de son père, qui se traduit par un violent désir de vengeance et une nécessité impérieuse de s'éloigner du prétendant orléaniste.

### Carrière militaire
Après avoir repassé son baccalauréat à l'École alsacienne de Paris, Jacques d'Orléans s’engage dans l’Armée française en 1961. Il fait ses classes à Fort-de-l’Eau (aujourd'hui Bordj el Kiffan), en Algérie, puis entre à l’École d’officiers de cavalerie de Saumur. En août 1962, il obtient ses galons de sous-lieutenant et reçoit sa première affectation : il rejoint le 1er régiment de spahis et prend le commandement d’une unité de reconnaissance en autochenille, sur la frontière tunisienne.
En Algérie, il renaît. Responsable d'une quarantaine d'hommes, pour la plupart âgés de dix-neuf à vingt ans, il prend conscience de la futilité de son besoin de vengeance, né de sa relation douloureuse avec son père. Mais il n'en perd pas pour autant son désir de reconnaissance et c'est avec fierté qu'il se place dans la continuité de son frère François, mort au champ d'honneur dans la colonie nord-africaine en 1960.
À l'époque, Jacques d'Orléans est un fervent partisan de l'Algérie française. Il l'est d'ailleurs tellement que son père le soupçonne, un temps, d'être l'auteur de l'attentat de l'OAS qui touche la résidence du « comte de Paris » et de sa famille, à Louveciennes, le 3 novembre 1961. Il faut dire que l'événement se produit lors d'une permission chez ses parents et que celui-ci n'a pas manqué de montrer son refus de l'indépendance algérienne dès son retour en métropole.
Jacques d'Orléans rentre finalement en Europe en 1962, après que l’Algérie a obtenu son indépendance. Il est alors envoyé en garnison en Allemagne, à Friedrichshafen, et y reste jusqu'en 1965, année où il est Lieutenant au 7e Chasseur d'Afrique jusqu'en 1968. Il  retrouve ensuite la vie civile.

### Carrière civile et vie privée
En août 1968, Jacques d'Orléans fait la connaissance de sa future épouse, Gersende de Sabran-Pontevès. Rapidement, les deux jeunes gens se fiancent et leur mariage se déroule dès l'année suivante. Pour une fois, le « comte de Paris » est ravi. Rendu furieux par l'union de Michel avec une jeune fille au passé familial sombre, il est en revanche très satisfait de l'alliance du frère jumeau de celui-ci. Après avoir uni plusieurs de ses aînés à des membres du gotha européen, le prétendant orléaniste juge en effet très opportun de marier ses cadets à des représentants de la haute noblesse française. Le « comte de Paris » profite donc des épousailles de Jacques pour lui conférer le titre de courtoisie de duc d'Orléans, qui aurait dû passer à Michel, qui est son frère aîné.
Pendant près de cinq ans, il vit à Sintra, au Portugal, où il s'occupe des terres que possède sa famille. Marchant toujours sur les traces de son frère, François, il suit en parallèle des cours d'agronomie en Suisse et obtient un diplôme d'ingénieur agronome à l'école de Grange-Vernay. Jacques d'Orléans se lance ensuite dans une carrière bien éloignée de l'agriculture. Pendant six ans, il s'occupe des relations publiques de la société financière Mage et Pujos. Puis, il quitte, en 1976, son emploi pour entrer à la revue Connaissance des arts, dont il devient à la fois directeur de la publication et gérant. En août 1981, le duc d'Orléans retourne cependant dans les relations publiques, ce qui l'amène à effectuer de nombreux voyages dans le monde entier. Enfin, à partir de 1993, il intègre la société Pernod-Ricard, où il travaille comme conseiller jusqu'en 2005. Pendant toutes ces années, son épouse, Gersende de Sabran-Pontevès se consacre à la musique et à l'éducation de ses enfants. 

### «Les conjurés d'Amboise»
Dans les années 1990, Jacques d'Orléans entre progressivement dans la plus complète opposition avec son père. Avec quatre de ses frères et sœurs (Isabelle, Hélène, Diane et Michel), il fait partie de ceux que la famille d'Orléans appelle ironiquement « les conjurés d'Amboise ».
Du 17 mai 1993 au 1er mars 1995, le duc d'Orléans et les autres « conjurés » tentent, sans succès, de s'opposer à la vente des souvenirs familiaux de la Quinta do Anjinho organisée par le comte de Paris chez Sotheby's, à Monaco,. Puis, en 1997, les mêmes « conjurés » parviennent à contrecarrer les projets de leur père qui souhaite modifier son contrat matrimonial afin de pouvoir avoir accès à la fortune de la comtesse de Paris.
Cependant, le conflit qui oppose le duc d’Orléans au  comte de Paris prend de nouvelles proportions peu après le décès de ce dernier, en 1999. Jacques d'Orléans publie, en effet, un ouvrage à la tonalité aigre consacré aux « affaires » ayant entouré le défunt prétendant orléaniste. Il apparaît, à cette occasion, dans de nombreux médias français, qui mettent alors au jour les mésententes existant parmi les membres de la maison d'Orléans.

## Titulature
Les titres portés actuellement par les membres de la maison d’Orléans n’ont pas d’existence juridique en France et sont considérés comme des titres de courtoisie. Ils sont attribués par le chef de maison.
- 25 juin 1941 - 3 août 1969 : Son Altesse Royale le prince Jacques d'Orléans ;
- depuis le 3 août 1969 : Son Altesse Royale le duc d'Orléans.

### Œuvres du prince

#### Souvenirs et ouvrages à caractère semi-biographique
- Jacques d’Orléans avec la collaboration de Bruno Fouchereau, Les ténébreuses affaires du comte de Paris, Albin Michel, Paris, 1999  (ISBN 2-22-611081-X).
- Jacques d’Orléans, Les Chasses des princes d’Orléans, Gerfaut, Paris, 2000  (ISBN 2-90-119684-5).

#### Livre d’Histoire
- Jacques d’Orléans, Ports de guerre, Gerfaut, Paris, 2005  (ISBN 2-91-462277-5).

### Autres ouvrages
- Philippe de Montjouvent, « S.A.R. le Prince Jacques de France, Duc d'Orléans » dans Le comte de Paris et sa descendance, Du Chaney Eds, Paris, 1998, p. 325-342  (ISBN 2913211003).
- Isabelle, comtesse de Paris, Tout m'est bonheur (t. 1), Éditions Robert Laffont, Paris, 1978,  (ISBN 2-22-100107-9).
- Isabelle, comtesse de Paris, Tout m'est bonheur. Les Chemins creux (t. 2), Éditions Robert Laffont, Paris, 1981,  (ISBN 2-22-100834-0).
- Sotheby's, Tableaux, Mobilier et Livres appartenant à Monseigneur le Comte de Paris et Madame la Comtesse de Paris. Provenant de la Quinta Do Anjinho à Sintra, Sotheby's Monaco, 1993.
- Duchesse de Sabran-Pontevès, Bon sang ne peut mentir, Paris, Éditions Jean-Claude Lattès, mai 1987, 311 p.(Souvenirs de Roselyne Manca de Vallombrosa, fille du comte Amédée de Vallombrosa et d’Adrienne Lannes de Montebello ; épouse de Foulques, duc de Sabran, fils du comte Elzéar de Sabran-Pontevès et de la princesse Constance de Croÿ)